# 103-я гаубичная артиллерийская бригада большой мощности
103-я гаубичная артиллерийская ордена Суворова бригада большой мощности РГК — тактическое соединение Рабоче-крестьянской Красной армии в Великой Отечественной войне.

## История
В составе 21 артиллерийской дивизии прорыва РГК сформировалась в апреле 1943 года из состава 1018 гаубичного артиллерийского полка большой мощности и 1153 гаубичного артиллерийского полка большой мощности в Горьковском учебном артиллерийском центре. В конце июля 1943 г. бригада четырьмя эшелонами выехала на Калининский фронт, разгружалась на ст. Ломоносово. Первое участие в прорыве бригада принимает 13 августа 1943 г., советские войска немного продвинулись вперёд но были остановлены на рубеже р. Царевич. В сентябре 1943 г. поддерживая 39 А бригада участвует в Духовщинско-Демидовской операции, после которой бригаду подчиняют непосредственно 39 А. В конце 1943 г бригада вместе с 39 А и 43 А участвует в боях восточнее Витебска. В январе 1944 г. перебрасывается с юго-восточного на северо-западный оборонительный обвод г. Витебска. В феврале 1944 г. бригада возвращается в состав 21 адп РГК и вместе с 11 гв. А перебрасывается на правый фланг Первого прибалтийского фронта для участия в наступательной операции с целью перерезать железную дорогу Идрица-Полоцк.
В апреле 1944 г. бригада сосредотачивается южнее оз. Язно где находится до конца мая 1944 г. К началу Белорусской операции бригада передислоцируется на участок 6 гв. А. После прорыва обороны противника бригада переходит в резерв Первого прибалтийского фронта и совершает марш под г. Полоцк. В связи со взятием Полоцка советскими войсками совершающую марш бригаду перенаправляют под г. Даугавпилс. В конце июля 1944 г. бригада участвует в оборонительных боях юго-западнее г. Даугавпилс, затем её перебрасывают западнее г. Бауска на участок 84 ск 43 А где в сентябре 1944 г. проходит Рижская операция. В октябре 1944 бригада участвует в Мемельской операции, поддерживая 43 А. В конце октября 1944 г. бригада входит в оперативное подчинение 6 гв. А и участвует в направлении г. Приекуле в наступательной операции, в попытке уничтожения Курляндской группировки войск противника. В начале ноября 1944 г. бригада передислоцируется на участок западнее р. Вента и входит в подчинение 4 уд. А, а затем, с 10 ноября, в подчинение 2 гв. А. В конце ноября бригада участвует в следующей наступательной операции войск фронта в попытке уничтожить Курляндскую группировку. В начале декабря 1944 г. бригада передислоцируется на участок 4 уд. А и 21 декабря участвует в очередной наступательной операции против немецких войск в Курляндии. В середине января 1945 г. бригада перебрасывается на участок 51 А и 23 января поддерживает её в наступательной операции. В феврале вместе с войсками 51 А бригада перебрасывается в район юго-западнее г. Приекуле и 23 февраля участвует в наступательной операции. В марте 1945 г. бригада поддерживает частную операцию 279 и 347 СД. В июле 1946 г. части бригады расформированы.

## Командиры
Чайковский Пётр Иванович

## Награды
| Награда (наименование)    | Дата награждения                                                | За что получена |
| ------------------------- | --------------------------------------------------------------- | --- |
| Орден Суворова II степени | Указ Президиума верховного Совета СССР от 22 октября 1944 года. | За образцовое выполнение заданий командования в боях с немецкими захватчиками при прорыве обороны противника юго-восточнее города Рига и проявленные при этом доблесть и мужество |